# Joseph von Plenciz
Joseph  Plenciz, ab 1770 Edler von Plenciz (* 18. August 1752 in Wien; † 26. April 1785 in Prag), war ein österreichischer Mediziner und Hochschullehrer. 

## Leben
Plenciz, Sohn des 1770 nobilitierten Arztes Marcus Anton von Plenciz, absolvierte das Wiener Jesuitengymnasium und wurde zudem durch Hauslehrer unterrichtet. Ab 1767 durchlief er dann die philosophischen Kurse, wobei er zudem ab 1768 von Wenzel Trnka von Krzowitz einen ersten Unterricht in der Medizin erhielt. 1769 nahm er dann das Studium der Medizin auch formell auf und entschied sich damit gegen die Aufnahme in die Savoyensche Ritterakademie. Am 15. Dezember 1773 wurde er zum Doktor der Medizin promoviert. 1774 wurde er an der Medizinischen Fakultät aufgenommen, war eine Zeit lang Assistent von Anton de Haen und Schüler von Maximilian Stoll, der Plenciz später als einen der besten Prager Ärzte bezeichnete. 1775 wurde er in die Wiener medicinische Witwen-Societät aufgenommen.
Plenciz wurde 1775 von Fürst Franz von Liechtenstein als Leibarzt eingestellt. Ab 1776 assistierte er zudem seinem Vater als Arzt an der Savoyschen Ritterakademie. Er erarbeitete sich schnell einen guten Ruf, sodass ihm zum 21. November 1778 die Professur der Pathologie und praktischen Medizin an der Karl-Ferdinands-Universität Prag übertragen wurde. Allerdings gab es im Prager Studium bis dahin kaum klinische Praxis. Deshalb übernahm er im Spital der Barmherzigen Brüder zunächst acht, dann noch weitere fünfzig Betten zum praktischen Unterricht. Im Spital wurden bis dahin nur Männer aufgenommen. Plenciz, der als wohltätig galt, übernahm darauf 1779 im Waisen-Institute bei St. Johann dem Täufer, in den neu errichteten Arbeitshäusern und im Armenhaus in Prag unentgeltlich die Aufgabe des Arztes. Dadurch konnte er auch Frauen und Kinder in seine Klinikbetten und damit in seinen praktischen Unterricht aufnehmen. In diesem Zuge gab er auch praktischen klinischen Unterricht in Gynäkologie. Er weitete über die Zeit sein Engagement im Waisenhaus aus und übernahm dort außerdem das Referat für Sanitätsangelegenheiten.
Plenciz wurde 1785 in die Königliche böhmische Gesellschaft der Wissenschaften aufgenommen. Im selben Jahr zog er sich in seiner Klinik eine Typhuserkrankung zu, an der er kurz darauf im 33. Lebensjahr starb.

## Werke (Auswahl)
- Observationum medicarum decas I, Wien 1778.
- Acta et observata medica, Schönfeld, Prag 1780.
  - Josephs Edlen v. Plenciz, der Arzn. Doktor, der Pathologie und mediz. Prax Professor zu Prag, des Weisenhauses zu St. Johann dem Täufer und des Arbeitshauses Physikus. Medizinische Beobachtungen, übersetzt von Vinzenz Dienel, Herrl, Prag 1794.
- Abhandlung, was die Universitäten in den k.k. Erblanden sind und was die sein könnten, Schönfeld, Prag und Wien 1782.